# Lijst van voetbalinterlands Nepal - Oost-Timor
Deze lijst van voetbalinterlands is een overzicht van alle officiële voetbalinterlands tussen de nationale teams van Nepal en Oost-Timor. De landen hebben tot nu toe vier keer tegen elkaar gespeeld. De eerste ontmoeting, een kwalificatiewedstrijd voor het Wereldkampioenschap voetbal 2014, werd gespeeld op 29 juni 2011 in Kathmandu. Het laatste duel, een vriendschappelijke wedstrijd, vond plaats in Doha (Qatar) op 28 mei 2022.

## Wedstrijden
| № | Plaats    | Datum           | Competitie              | Wedstrijd          | Uitslag |
| - | --------- | --------------- | ----------------------- | ------------------ | ------- |
| 1 | Kathmandu | 29 juni 2011    | WK 2014 kwalificatie    | Nepal − Oost-Timor | 2 − 1   |
| 2 | Kathmandu | 2 juli 2011     | WK 2014 kwalificatie    | Oost-Timor − Nepal | 0 − 5   |
| 3 | Kuching   | 5 november 2016 | AFC Solidarity Cup 2016 | Oost-Timor − Nepal | 0 − 0   |
| 4 | Doha      | 28 mei 2022     | Vriendschappelijk       | Oost-Timor − Nepal | 2 − 2   |

## Samenvatting
| Competitie         | Totaal gespeeld | Winst Nepal | Gelijk | Winst Oost-Timor | Doelsaldo Nepal – Oost-Timor |
| ------------------ | --------------- | ----------- | ------ | ---------------- | ---------------------------- |
| WK-kwalificatie    | 2               | 2           | 0      | 0                | 7 − 1                        |
| AFC Solidarity Cup | 1               | 0           | 1      | 0                | 0 − 0                        |
| Vriendschappelijk  | 1               | 0           | 1      | 0                | 2 − 2                        |
| Totaal             | 4               | 2           | 2      | 0                | 9 − 3                        |

ANFA · A-internationals · Nepalees vrouwenelftal
1972 – 1989 ·
1990 – 1999 ·
2000 – 2009 ·
2010 – 2019 ·
2020 – 2029
Afghanistan ·
Algerije ·
Australië ·
Bahrein ·
Bangladesh ·
Bhutan ·
Brunei ·
Cambodja ·
China ·
Filipijnen ·
Hongkong ·
India ·
Indonesië ·
Irak ·
Iran ·
Japan ·
Jemen ·
Jordanië ·
Kazachstan ·
Kirgizië ·
Koeweit ·
Laos ·
Macau ·
Malediven ·
Maleisië ·
Mauritius ·
Myanmar ·
Noord-Korea ·
Oman ·
Oost-Timor ·
Pakistan ·
Palestina ·
Saoedi-Arabië · 
Singapore ·
Sri Lanka ·
Syrië ·
Tadzjikistan · 
Taiwan ·
Thailand · 
Turkmenistan ·
Verenigde Arabische Emiraten ·
Vietnam ·
Zuid-Korea
FFTL · A-internationals · Oost-Timorees vrouwenelftal
2000 – 2009 · 
2010 – 2019
2003 · 
2004 · 
2005 · 
2006 · 
2007 · 
2008 · 
2009 · 
2010 · 
2011 · 
2012 ·
2015 ·
2016
Brunei ·
Cambodja ·
Filipijnen ·
Hongkong ·
Indonesië ·
Laos ·
Libanon ·
Malediven ·
Maleisië ·
Mongolië ·
Myanmar ·
Nepal ·
Palestina ·
Saoedi-Arabië ·
Singapore ·
Tadzjikistan ·
Taiwan ·
Thailand ·
Verenigde Arabische Emiraten